# Иституто Пенитенцијарио Н.К.К. (Казерта)
Иституто Пенитенцијарио Н.К.К. је насеље у Италији у округу Казерта, региону Кампанија.
Према процени из 2011. у насељу је живело 292 становника. Насеље се налази на надморској висини од 19 м.